# Dalaki
Dālakī (farsi دالکی) è una città dello shahrestān di Dashtestan, circoscrizione Centrale, nella provincia di Bushehr.